# Penicillium ardesiacum
Penicillium ardesiacum är en svampart som beskrevs av Novobr. 1974. Penicillium ardesiacum ingår i släktet Penicillium och familjen Trichocomaceae.   Inga underarter finns listade i Catalogue of Life.